# Turza Wielka (Brudzeń Duży)
Turza Wielka [ˈtuʐa ˈvjɛlka] ist ein Dorf im Verwaltungsbezirk Brudzeń Duży im Powiat Płocki, Woiwodschaft Masowien, im östlichen Polen.

## Lage
Es liegt etwa 5 km nordwestlich von Brudzeń Duży, 24 km nordwestlich von Płock und 118 km nordwestlich von Warschau.